# Pozzo d’Adda
Pozzo d’Adda (bis 1862 einfach Pozzo) ist eine Gemeinde mit 6688 Einwohnern (Stand 31. Dezember 2023) in der Metropolitanstadt Mailand, Region Lombardei.

## Geografie
Die Nachbarorte von Pozzo d’Adda sind Grezzago, Trezzano Rosa, Basiano, Vaprio d’Adda, Masate, Inzago und Cassano d’Adda.

## Bevölkerungsentwicklung
Pozzo d’Adda zählt 1539 Privathaushalte. Zwischen 1991 und 2001 stieg die Einwohnerzahl von 2928 auf 3515. Dies entspricht einem prozentualen Zuwachs von 20,0 %.